# Arnaud Tonus
Arnaud Tonus (Genève, 17 juni 1991) is een Zwitsers motorcrosser.

## Carrière
Na enkele jaren in het Europees Kampioenschap te zijn uitgekomen maakte Tonus zijn debuut in het Wereldkampioenschap motorcross MX2 in 2009, met KTM. Hij behaalde meerdere top tien plaatsen en sloot het seizoen af als zestiende. In 2010 kreeg Tonus een fabrieksmotor ter beschikking bij Suzuki. Hij behaalde een podiumplaats in de GP van Italië en finishte meermaals in de top vijf. Een zevende plaats aan het seizoenseinde was zijn deel. Vanaf 2011 kwam Tonus uit voor een Brits Yamaha-team. Hij won het Britse Kampioenschap in zijn categorie en werd vijfde in het WK. Vlak voor de start van het seizoen 2012 liep Tonus een blessure op, waardoor hij de start van het seizoen miste. Hij behaalde nog één podiumplaats en sloot het seizoen af als twaalfde. In 2013 maakte hij de overstap naar Kawasaki. Het ganse seizoen werd Tonus geplaagd door blessures, en pakte maar een handvol punten. Er werd beslist om zich te focussen op het seizoen 2014, en Tonus werd negenentwintigste in het WK MX2. In 2014 wist Tonus zijn eerste en tot nog toe enige GP uit zijn carrière te winnen, in Brazilië. Ook voerde hij drie GP's lang de tussenstand aan, tot een schouderblessure roet in het eten strooide. Hij eindigde nog als zesde in de eindstand.
In 2015 maakte Tonus de overstap naar de Verenigde Staten, om ook daar op Kawasaki uit te komen. Tonus deed het aanvankelijk niet onaardig in de Supercross, maar geraakte opnieuw geblesseerd, waardoor ook het Outdoor-seizoen in het honderd liep. Ook in 2016 werden niet veel resultaten geboekt, maar Tonus reed een meer dan degelijke wedstrijd op de Motorcross der Naties.
Vanaf 2017 keert Tonus terug naar het WK en maakt de overstap naar de MXGP-klasse. Hij zal opnieuw op Yamaha uitkomen.

## Palmares
| 1 | 30-03-2014 | Brazilië | Beto Carrero |